# عابد جبارين
عابد جبارين هو لاعب كرة قدم إسرائيلي في مركز الوسط، ولد في 19 ديسمبر 1998 في أم الفحم في إسرائيل. لعب مع مكابي نتانيا.